# Groupes mobiles d'Alsace
Pour les articles homonymes, voir GMA.
Les Groupes mobiles d'Alsace (GMA), pendant la Seconde Guerre mondiale, sont trois groupements armés créés par la Septième colonne d'Alsace (réseau Martial) dans le but de prendre part à la libération de l'Alsace sous commandement français. Le GMA Sud est constitué majoritairement avec des Alsaciens et les Mosellans réfugiés en zone libre. Il devient la Brigade Indépendante Alsace -Lorraine d'André Malraux. Le GMA Suisse est formé avec des alsaciens réfugiés en Suisse. Il constitue les 1er et 4e Bataillons de chasseurs à pied qui combattent au sein de la 1re armée française. Le GMA Vosges est composé de résistants du massif des Vosges, il combat sur les arrières ennemi et participe à l'opération Loyton. Manquant d'armement, ne pouvant résister aux Allemands renforcés dans le cadre de l'opération Waldfest, il est dissout et les survivants aux représailles allemandes, franchissent les lignes ennemies pour s'engager individuellement dans la 1re armée française.

## Contexte
Le 18 octobre 1940, l’Alsace est annexée de fait au territoire allemand, par un décret de Hitler dont la publication fut interdite. En juillet 1940, les Alsaciens évacués dans le Sud-ouest de la France sont invités par les autorités allemandes à revenir dans leur région. Un grand nombre décide de rester en zone libre.
À partir du 24 août 1942, l'enrôlement obligatoire des jeunes Alsaciens dans la Wehrmacht provoque une hémorragie des jeunes Alsaciens vers la Suisse et la zone libre.
Avec l'occupation de cette dernière en novembre 1942, les jeunes alsaciens évadés ne peuvent plus s'engager dans l'armée d'armistice dissoute. Certains tentent de franchir la frontière espagnole pour rejoindre Londres ou l'Afrique du Nord. Un grand nombre sont piégés dans le Sud-ouest de la France, mais aussi en région Rhône-Alpes en Auvergne, dans le Limousin et en Suisse. En France, beaucoup rejoignent la résistance de leur région d'accueil. En Suisse, ils sont internés dans plusieurs camps suivant différents statuts.
Ces réfugiés sont farouchement hostiles à l'occupant nazi, mais souffrent de la suspicion provoquée par l'utilisation du dialecte alsacien considéré comme de l'Allemand par la population locale. Ils ressentent le besoin de trouver, au sein de la Résistance, une structure adaptée à leurs particularités.

## La Septième colonne d'Alsace (réseau Martial) à l'origine des GMA
Le 1er septembre 1940, Paul Dungler, alias « Commandant Martial », crée la Septième colonne d'Alsace en réunissant des amis issus de ses luttes politiques et des associations d'officiers et de sous-officiers de réserve comme Marcel Kibler (commandant Marceau) ou Paul Winter (commandant Daniel). Elle est déclarée à Londres sous le nom de « réseau Martial » du nom de code de son chef. C'est un des premiers réseaux français enregistrés par les alliés et le seul qui ne sera jamais démantelé par les Allemands en Alsace.
Les activités du réseau sont la recherche de renseignements et les filières d'évasion. Mais dès sa création, son état-major prévoit la création de groupes armés en vue de la libération finale de l'Alsace par l'armée d'armistice reprenant le combat au côté des alliés. Pour cela, la composante militaire est au moins aussi importante que la composante politique. La Septième colonne d'Alsace est cloisonnée en cellules de trois résistants. Chaque cellule contrôle, informe et anime 20 à 25 personnes « dormantes » susceptibles d'être mobilisées pour la libération de l'Alsace. Cette organisation est utilisée pour la constitution des GMA et la mobilisation des Forces françaises de l'intérieur d'Alsace (FFIA).

## Création des GMA
Le 9 décembre 1940, Paul Dungler, sur le point d'être arrêté, s'évade d'Alsace et se réfugie à Lyon. Il est bientôt rejoint par Marcel Kibler et Gaston Laurent qui font partie des Alsaciens « indésirables » expulsés par les autorités nazies. Ils installent le poste de commandement de la Septième colonne à Lyon et continuent à communiquer en Alsace avec Paul Winter qui a reçu le commandement de la région.
En avril 1942, l'état-major de la Septième colonne d'Alsace décide de créer des unités clandestines d'Alsaciens-Lorrains sur leur lieu d'implantation en zone libre. La hiérarchie militaire de l'armée d'armistice en est informée, entre autres le colonel Jean Touzet du Vigier, le général Giraud et le général Frère qui est gouverneur militaire de Lyon et futur fondateur, de l'Organisation de Résistance de l'Armée (ORA) que rejoindra la Septième colonne d'Alsace. Le commandant d'Ornant est détaché auprès de l'organisation comme conseillé militaire et comme officier de liaison avec l'armée puis l'ORA.
En avril 1942, commence l'organisation du GMA Sud (environ 1 500 hommes) puis fin 1943 celle du GMA Suisse (environ 2 000 hommes) et enfin en mars 1944 le GMA Vosges (environ 600 hommes).

## Objectifs et organisation des GMA
- Bras armé de son organisation mère, la Septième colonne d'Alsace (réseau Martial), les GMA en reprennent ses fondamentaux. Leur priorité est la libération de l'Alsace sous commandement français. Les groupes sont apolitiques et toutes les bonnes volontés sont acceptées quelle que soit leur mouvance (Londres, Alger, ORA…).
- Les groupes sont structurés en centuries, vingtaine et sixaine. Une grande partie de l'encadrement est composée de militaires de carrière (armée d'armistice) ou de réserve. Certaines centuries intègrent des déserteurs de la Wehrmacht ou des prisonniers évadés originaires des pays de l'Est ayant déjà combattu sur le front de l'Est et disposant d'une solide expérience au combat.
- Chaque centurie est autonome, mais entretient de bonnes relations avec les autres groupes de résistance.
- Les renseignements sur l'ennemi sont transmis à l'état-major de Lyon.

À l'origine, les GMA doivent combattre derrière les lignes ennemies derrière le front et fournir un renfort mobile au FFI pendant la libération de l'Alsace. En fait, en dehors du GMA Vosges, ils intègrent la 1re armée française et combattent sous la forme d'unités militaires régulières (Brigade indépendante Alsace-Lorraine, 1er et 4e bataillons de chasseurs) sur le front contre les troupes allemandes.

## Pourquoi le nom de GMA?
Grâce à Ernest Huber, intendant de police à Limoges, un grand nombre d'instructions tactiques destinées à la police de Vichy est communiqué à la Septième colonne d'Alsace (réseau Martial). Elles traitent du combat de rue et du maintien de l'ordre avec entre autres la création des Groupes Mobiles de Réserves (GMR). Bernard Metz, l'organisateur du premier GMA, constate que ces méthodes de combat ne sont guère différentes de celle que devra utiliser la résistance alsacienne au moment de la libération. La résistance alsacienne adopte la même organisation. Des forces statiques en Alsace, qui deviendront les FFI du Bas-Rhin (commandés par Georges Kiefer) et du Haut-Rhin (commandés par Paul Winter). Mais aussi, des forces mobiles (GMA) dans les Vosges ou venant de l'extérieur de la région pour appuyer la résistance en Alsace. Pour mieux se dissimuler, les documents dactylographiés contenant les instructions tactiques sont rédigés sur le modèle des GMR pour faire passer les GMA pour des groupes secrets Vichyssois.

## Financement des GMA
Les GMA sont financés par l'Organisation de Résistance de l'Armée (ORA) et la Septième colonne d'Alsace. Cette dernière est elle-même financée par le gouvernement de Vichy par l'intermédiaire de la « direction des fibres nouvelles » sous le couvert d'un projet officiel de développement de textiles à base de genêts, pour lequel, Paul Dungler, Marcel Kibler et Bernard Metz circulent dans toute la France avec des autorisations officielles,.
Ils sont aussi financés directement par les fonds secrets du maréchal Pétain. Les versements commencent en novembre 1940, ils se font de la « main à la main » par l'intermédiaire du docteur Bernard Ménétrel à Paul Dungler puis à Marcel Kibler. Ils seront réguliers et s'arrêteront le 26 mai 1944, avec un dernier versement de 500 000 Francs destiné au famille des cadres du GMA Sud arrêtés le 6 avril 1944 à Limoges et 500 000 Francs pour le GMA Suisse.
Sous le nom de « réseau Martial », la Septième colonne d'Alsace, est un des premiers réseaux français de résistance enregistré à Londres qui finance l'organisation. Ainsi, le GMA Suisse reçoit 2 millions de Francs par mois.

## Groupe Mobile Alsace Sud (GMA Sud)

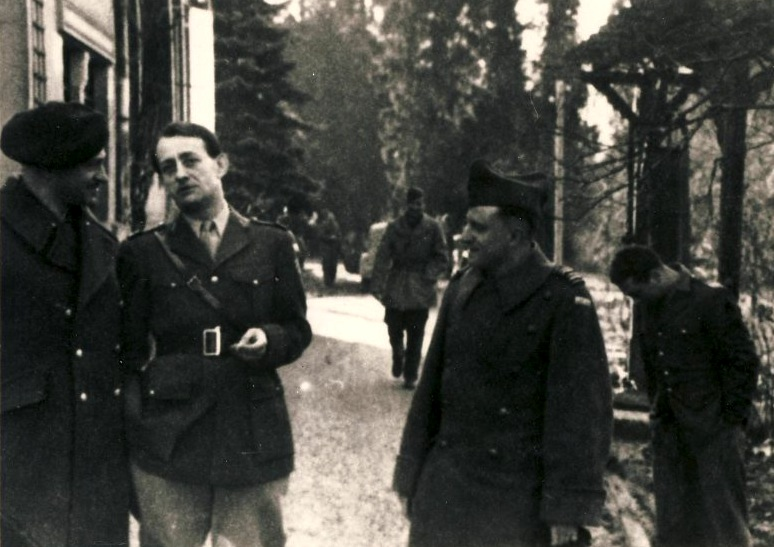
Mont Saint-Odile, hiver 1944. Le Lt. colonel Jacquot (avec le calot) et André Malraux.

### Construction du groupe
En avril 1942, Marcel Kibler (commandant Marceau) est chargé de créer le premier GMA en zone libre. Il contacte Bernard Metz qui connaît très bien les centres où se trouvent les réfugiés alsaciens à Limoges, Périgueux, Clermont-Ferrand et Toulouse. En une quinzaine de jours, Bernard Metz trouve des relais dans ces centres qui se chargent du recrutement et de l'organisation des groupes. À Périgueux, où s'est repliée l'administration strasbourgeoise, c'est Gustave Houver et Antoine Diener. À Limoges c'est Ernest Huber, Jules Dillenseger et le lieutenant Sigrist. À Toulouse, c'est le capitaine Jean-Paul Courtot secondé par le lieutenant Charles Pleis, André Riedinger et l'abbé Pierre Bockel.
Progressivement, des petits groupes se forment à Lyon, Limoges, Périgueux, Auch, Toulouse Marseille, Thonon et Clermont-Ferrand. Dans cette dernière ville, le groupe compte 130 hommes le 1er mai 1943 grâce à la présence de l'Université de Strasbourg repliée.
Bernard Metz assure la liaison entre Marcel Kibler (commandant Marceau) à l'État-Major de la Septième colonne d'Alsace (réseau Martial) de Lyon et les responsables de région militaire sous l'autorité desquels se ramifie une organisation pyramidale en centuries, vingtaines et sizaines. Seuls les cadres sont initiés au projet, les futurs combattants connus pour leurs opinions et leurs allants seront initiés au dernier moment pour éviter toute fuite.
Pour chaque région, une équipe recherche les renseignements politique et militaire. A l'aide de quelques armes récupérées, une initiation à la guérilla est organisée. D'anciens opérateurs radios de l'armée sont entraînés pour utiliser les émetteurs à venir.
Le 23 juin 1943, lors d'une rafle au foyer étudiant de Clermont-Ferrand, huit membres du GMA Sud sont arrêtés. Contrairement à leurs camarades des groupes « Franc Tireur » et « Combat étudiant », ils ne seront pas identifiés, mais seront quand même déportés. La grande rafle du 25 novembre 1943 à l'Université de Clermont-Ferrand et l'affaire de la Poterne où des grenades sont jetées sur un détachement de la Wehrmacht, finirent de détruire le groupe local.
En janvier 1944, le GMA Sud dispose de trois groupes de centuries : La région « A » de Périgueux, « B » de Limoges-Clermont Ferrand, « C » de Toulouse-Tarbes. Il dispose de six terrains de parachutage : trois près de Périgueux, deux près de Limoges et un dernier près de l'Isle-Jourdain (Gers). Des équipes de réceptions et de protections sont prêtes et un plan de sécurité est établi pour chaque site (guet aérien, coupure des lignes téléphoniques…) mais aucun parachutage n'est réalisé.

### Le GMA Sud décapité
Les centuries commencent à constituer des stocks de vivre et par des coups de main récupèrent des véhicules, de l'essence, du matériel de camp et sanitaire. Afin d'équiper les centuries de Limoges, Toulouse et Périgueux en matériel (sac à dos, brodequin…), Bernard Metz organise à Limoges une réunion, le 6 avril 1944, entre l'intendant régional de l'ORA et les responsables des centuries (Gustave Houver pour la Dordogne, Jean-Paul Courtot pour Toulouse, Ernest Huber et Jules Dillenseger pour la Haute-Vienne). À l'issue de la réunion, à la suite d'une dénonciation, ces derniers sont arrêtés par la Gestapo au bar « Chez André ». Les documents trouvés sur eux permettent aux Allemands de reconstituer l'organisation du GMA Sud sans pour autant établir un lien avec la Septième colonne d'Alsace (réseau Martial). Les quatre hommes sont déportés en Allemagne. Le GMA Sud est décapité, ses chefs régionaux disparaissent d'un seul coup. Bernard Metz est démasqué et les centuries dispersées. Le cloisonnement imposé par l'organisation entraîne la perte de contact avec les membres des centuries.
Il faut reconstruire les centuries, retrouver les groupes. En Dordogne, Antoine Diener alias « Ancel » remplace Ernest Huber, Georges Bennetz supervise la région Dordogne Haute-Vienne. A Toulouse, Charles Pleis, un officier de l'ORA, prend la direction de la région. Il reforme les centuries avec l'aide de Pierre Bockel et André Riedinger.

### Le GMA Sud lutte aux côtés des groupes de résistants locaux
Les 4 et 5 juin 1944, à Couzon-au-Mont-d'Or, une réunion à lieu avec l'état-major de la Septième colonne d'Alsace (réseau Martial) devenu celui de la résistance alsacienne. Pendant celle-ci, les messages de Londres annonçant le débarquement en Normandie sont reçus. Il est alors décidé que les centuries collaboreraient avec les organisations locales les plus capables de les armer en effet à cette date, le GMA Sud n'a reçu aucun parachutage. Mais après la libération de leur région de stationnement, les centuries doivent reprendre leur liberté d'action. Enfin, le GMA Sud ne participe à aucune action politique (insurrection communiste ou répression). À l'issue de la réunion, Marcel Kibler, chef de la septième colonne d'Alsace (réseau Martial) et des FFI Alsace, donne les instructions suivantes :

« Vu l'impossibilité pour le GMA de se porter vers la frontière Alsacienne, ces Groupements devront participer à la Libération de la Patrie dans leurs Régions de stationnement respectives et sous le Commandement des Chefs de ces régions. Aussitôt ces Régions libérées, ils devront se grouper en une seule Unité et se porter vers l'Alsace pour y être au moment de l'attaque finale. »

Les centuries se mettent à la disposition des commandements régionaux de la résistance. Mais au mois d'août 1944 lorsque Bernard Metz tente de les regrouper en une seule unité pour se porter vers l'Alsace, les chefs FFI rechignent à libérer des effectifs avec les armes qu'ils avaient fournis sur leur dotation. De plus, les centuries sont réputées très disciplinées et disposent d'un très bon encadrement (souvent des officiers et des sous-officiers de l'armée). Elles se sont montrées efficaces dans beaucoup d'engagements des maquis et plus particulièrement dans ceux contre la remontée de la division Das Reich vers la Normandie. Les centuries du GMA sont donc sous l'emprise des FFI locales, sans armes, sans chef et sans carburant pour rejoindre l'Alsace.
Bernard Metz entreprend, avec succès, toute une série de négociations pour regrouper les centuries. Les rangs des centuries sont étoffés par des résistants locaux qui décident de suivre leurs frères d'armes alsaciens. Grâce au capitaine André Chamson, ancien officier de liaison auprès du général de Lattre de Tassigny en 1940, il obtient le soutien du général qui est très favorable au projet du GMA.

### Vers la Brigade Indépendante d'Alsace-Lorraine

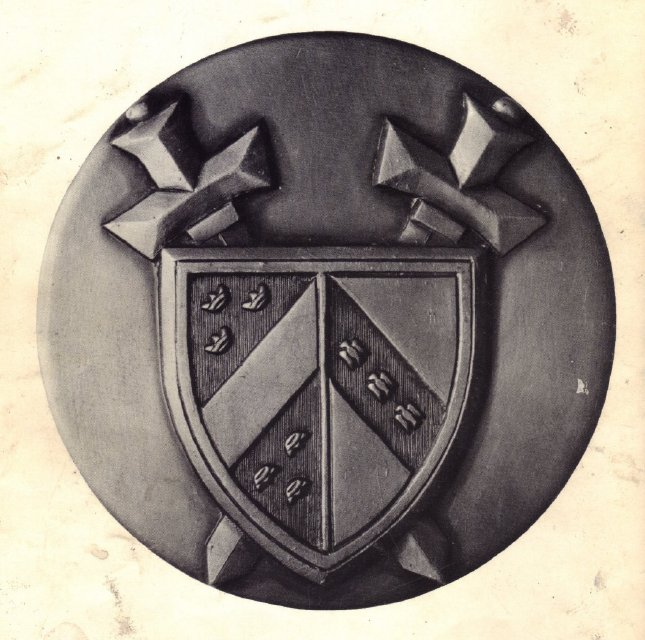
Insigne brigade indépendante Alsace-Lorraine

À l'origine, le GMA Sud devait être commandé par le capitaine Henry Dirringer (abbé Pellegrin) du Bureau central de renseignements et d'action (BCRA) qui devait être parachuté dans la région de Figeac-Latronquière dans le Lot. Pour une raison indéterminée, il est parachuté dans les Vosges. Le GMA Sud est sans chef.
En juillet 1944 par l'intermédiaire d'Antoine Diesner, Bernard Metz rencontre André Malraux (colonel Berger) ce dernier apporte un nom, un poids politique et militaire au GMA Sud. Le 22 juillet 1944, à Gramat, André Malraux est arrêté par les Allemands. Pour le remplacer, c'est Pierre-Élie Jacquot (lieutenant-colonel Édouard) un Lorrain de l'Organisation de Résistance de l'Armée (ORA) qui est pressenti. L'évasion d'André Malraux de la prison de Toulouse relance le projet de le nommer à la tête du GMA Sud. Généreusement, Pierre-Elie Jacquot s'efface. Bernard Metz, Pierre-Elie Jacquot et Charles Pleis se rendent à Toulouse pour rencontrer le colonel Pfister, chef de l'ORA pour la zone sud, pour qu'il intercède auprès du général Maurice Chevance-Bertin, chef des FFI de la zone Sud-Ouest, pour la nomination d'André Malraux à la tête du GMA Sud,.
Cette nomination ne fait pas l'unanimité au sein du GMA Sud. Certains voient mal l'écrivain « rouge », le combattant de la guerre d'Espagne à la tête du GMA Sud. Bernard Metz réussit à aplanir ces difficultés avec certains responsables. Il fait ressortir le partage de commandement entre André Malraux et Pierre-Elie Jacquot qui gère la partie opérationnelle.
En septembre 1944, le GMA Sud (1712 hommes) devient la Brigade indépendante Alsace-Lorraine sous le commandement d'André Malraux avec comme adjoint opérationnel le lieutenant-colonel Pierre-Élie Jacquot. C'est la première grande unité des Forces Françaises de l'Intérieur (FFI) incorporée au sein de la 1re armée française, elle est engagée dans les Vosges et en Alsace. Elle défend le sud de Strasbourg lors de l'offensive de la Wehrmacht le 5 janvier 1945.

## Groupe Mobile Alsace Suisse (GMA Suisse)
En juillet 1943, Paul Dungler, Marcel Kibler, Ernest-Charles Georges et le commandant d'Ornant (ORA) décident de créer, sur le modèle du GMA SUD, un GMA en Suisse  avec les Alsaciens réfugiés dans ce pays. C'est le commandant Ernest Georges, qui est chargé de cette tâche, car il a dirigé un service de renseignement à Lausanne. À cause de ces dernières fonctions, l'entrée en Suisse lui est refusée en août 1943. Il parvient à s'y rendre le 26 novembre 1943.

### Internement des Alsaciens réfugiés en Suisse
Les Alsaciens sont répartis trois catégories différentes :
- Les internés militaires évadés de la Wehrmacht. Les camps les recevant sont placés sous l'autorité d'un officier de l'armée suisse. Les internés portent l'uniforme anglais avec une barrette « France ». Ils sont encadrés par des officiers et sous-officiers français eux-mêmes évadés de l'armée allemande ou des camps de prisonniers de guerre (PG)[12].
- Les internés civils sont détenus principalement dans des camps de travail dirigés par des civils suisses. Ils sont surtout employés dans l'agriculture.
- Enfin certains internés civils sont logés chez l'habitant ou sont en transit dans des camps d'accueil ou de quarantaine[12].

### Formation du groupe
Le commandant Georges fait appel au père Keller, l'aumônier des camps d'internement français. Il a une très bonne connaissance des camps et peut se déplacer sans être accompagné par un officier suisse. Il est apprécié par les autorités suisses d'internement.
Le GMA Suisse se structure. À Fribourg, le père Keller dispose de l'aide de son adjoint Édouard Brun qui recense les réfugiés et de François Pfister, son secrétaire, qui établit un fichier des alsaciens mobilisables. À Bâle, Julien Dungler, le frère de Paul Dungler, est employé au consulat de France à Bâle où il s'occupe du renseignement et de trouver des complicités dans l'administration suisse. À Lausanne, Jean Fleury, professeur à l'université de cette ville et ami du commandant Georges se charge des liaisons avec la France tandis que François Faller, alias « Hermes », s'occupe de celles internes au pays,.
Le 2 décembre 1943, le général Davet, chef de la délégation Résistance du Conseil National de la Résistance (CNR) et Pierre de Leusse, membre de la représentation du gouvernement provisoire d'Alger confirme la nomination du commandant Georges à la tête du GMA Suisse.
Le 4 décembre 1943, il est décidé de respecter la neutralité de la Suisse.

### Les difficultés du GMA
La formation du GMA Suisse rencontre de sérieuses difficultés. Les organisations de résistance de Haute-Savoie recrutent de nombreux Alsaciens. La police suisse exerce une surveillance particulière sur les étrangers pour préserver la neutralité du pays rendant malaisés les déplacements. De plus, les Allemands surveillent particulièrement les frontières ce qui entrave les liaisons avec l'état-major de Lyon. Enfin, les alsaciens sont répartis dans 86 camps et ceux qui disposent de ressources suffisantes sont laissés en liberté.
Face à ce dernier problème, Ernest Georges obtient des autorités suisses le regroupement, au camp militaire de Mogelsberg, des déserteurs alsaciens et mosellans de la Wehrmacht. Ils sont placés sous l'autorité du lieutenant von Allmen de l'armée Suisse et sous le commandement de Daniel Seither de la Septième colonne d'Alsace (réseau Martial). Bien que ne disposant pas d'armes, ce dernier les soumet à un entrainement militaire instance. Les 200 hommes du camp ont déjà une solide expérience, car ils ont combattu sur le front de l'Est. Ils sont équipés de tenues anglaises. Ils dépendent côté suisse du département Justice Police, coté français, ils sont placés sous la double casquette de l'attaché militaire de l'ambassade de France à Berne pour Vichy et d'Allen Dulles de l'ambassade des États-Unis à Berne pour Alger et Londres,. Ce dernier met à la disposition d'Ernest Georges ses moyens radios pour assurer les liaisons avec le général Pierre Koenig, chef des Forces Françaises de l'Intérieur (FFI). Il lui remet, aussi tous les mois, 2 millions de Francs alloués par Londres.

### Mobilisation du GMA Suisse
Le 5 juin 1944, Ernest Georges assiste à une réunion à Lyon lorsqu'il apprend l'imminence du débarquement en Normandie. Il rejoint le consulat français de Bâle et y installe son poste de commandement. Julien Dungler devient son adjoint et André Lutinger s'occupe des liaisons avec les FFI du Haut-Rhin où doit combattre le GMA Suisse.
Le 14 juillet 1944, le général Pierre Koenig autorise la mobilisation des hommes du GMA en référence à un récent accord interallié qui permet la mobilisation dans l'armée française des Alsaciens-Mosellans fait prisonniers sous l'uniforme de la Wehrmacht (Malgré-nous).
Les 1800 hommes du GMA Suisses peuvent maintenant légalement sortir de Suisse. Ils reçoivent un sac tyrolien avec des vivres, du matériel de campement et des pansements. Un bon de transport sur les chemins de fer Suisse leur est transmis pour rejoindre les points de regroupement. Les autorités suisses se disent prêtes à accepter les demandes de rapatriement des internés.
Le 1er août 1944, le GMA Suisse est prêt. Des liaisons sont assurées avec le GMA Vosges par François Faller. L'entrée en action du GMA est fixée au 5 septembre 1944.
Initialement, le GMA Suisse doit se regrouper dans le Sud de l'Alsace pour recevoir des parachutages d'armes, car ces derniers ne peuvent avoir lieu en Suisse pour respecter sa neutralité. Puis il doit participer à la libération de la région. À partir du mois de juillet, les Allemands renforcent leur troupe au sud de l'Alsace dans la zone de regroupement du GMA Suisse. La présence de l'école SS de Cernay est une menace supplémentaire. Enfin, Londres ne peut pas garantir le respect des dates de largage des armes.
Le débarquement de Provence, le 15 août 1944 laisse espérer une remontée de l'armée française par la vallée du Rhône. Il est décidé de reporter le regroupement et les parachutages dans le département du Doubs quand il sera libéré par la 1re armée française. Le 10 septembre 1944, à Mâcon, le commandant Ernest Georges rencontre le général de Lattre de Tassigny et lui propose de constituer les 1er et 4e bataillons de chasseurs à pied (BCP) qui s'intégreront à son dispositif. Le général accepte avec enthousiasme la proposition,.

### Le GMA au sein de la 1er armée française

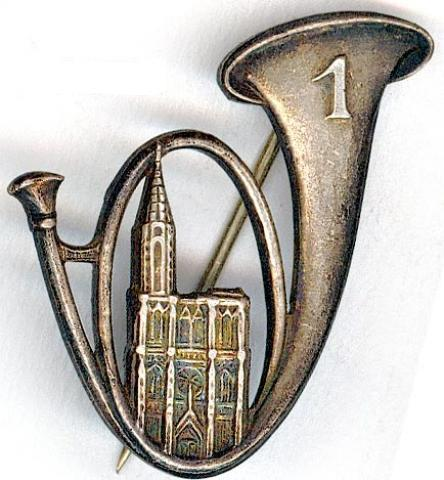
insigne du 1er BCP « cathédrale de Strasbourg »

Le 21 septembre 1944, la centurie du lieutenant Daniel Seither quitte le camp de Mogelsberg pour rejoindre Ornans qui devient la zone de regroupement des 1er et 4e bataillons de chasseurs à pied  (BCP) du GMA Suisse. Elle est la première à revenir en France et devient la 1re compagnie du 1er bataillon de chasseur à pied.
Le 9 octobre 1944, le général de Lattre de Tassigny passe en revue le GMA. La compagnie du lieutenant Daniel Seither est la seule en uniforme, les autres sont encore en civil. Les chasseurs seront équipés d'uniforme américain avec des casques français. Le GMA change son organisation. Les centuries et les vingtaines sont remplacées par des compagnies et des sections. Chaque bataillon envoie 50 élèves à l'école des cadres de Valdahon. Neuf officiers et sous-officiers du bataillon de choc sont détachés au GMA comme instructeurs. La formation accélérée est intense.
Le 4 novembre 1944, des éléments du bataillon du commandant Schmidt de Toulouse et une unité d'Alsaciens-Mosellans, commandée par le capitaine Paul Katz, provenant du Sud-ouest sont affectés au GMA Suisse portant son effectif à 2 030 hommes,.
Le 14 novembre 1944, le GMA Suisse fait route vers le front pour participer à l'offensive de la 1re armée française. Le 1er BCP reçoit l'ordre de tenir l'axe Courtelevant - Seppois-le-bas - Pfetterhouse - Réchésy, d'y empêcher toute infiltration et de maintenir les routes ouvertes. Le 4e BCP rejoint Bisel.

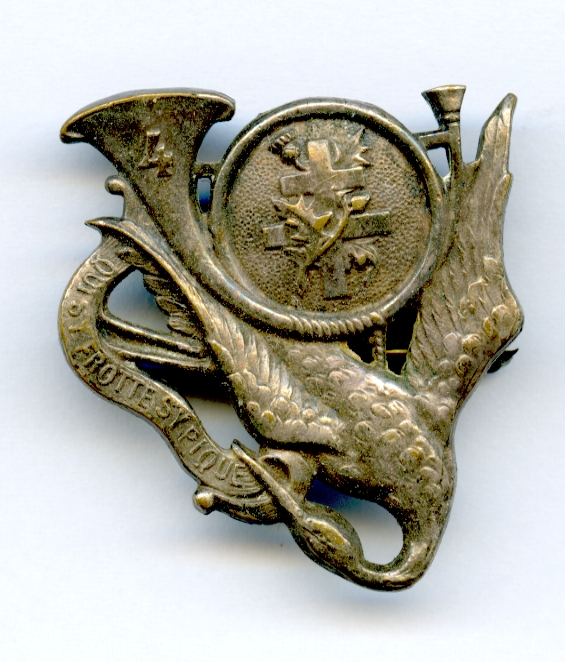
Insigne du 4e bataillon de chasseurs à pied, 1945

Le 25 novembre 1944, la 1er compagnie (lieutenant Deither) du 1er BCP vient renforcer le 152e régiment d'infanterie (152 RI) qui a subi de fortes pertes, lors d'une contre-attaque allemande, près de la centrale électrique de l'Oberwald entre Coutelevant et Seppois. À cette occasion, la section de l'aspirant Edmond Borocco récupère des blessés du 152 RI sous le feu de l'ennemi. Le 1er BCP participe à la contre-offensive française avec le 152 RI et le 9e régiment de zouaves.
Le 30 novembre 1944, le GMA rejoint Mulhouse où ils défilent le lendemain. Le 1er BCP participe à des opérations de nettoyage en ville et assure le service de garnison. Le 4e BCP combat dans le secteur Morschwiller-le-Bas - Dornach.
Le 10 décembre 1944, comme dans le reste de la France, les Alsaciens sont libérés de leurs obligations militaires. Le 31 décembre 1944, le GMA Suisse est dissous. Beaucoup de ses combattants s'engagent au sein du 31e bataillon de chasseurs à pied créé le 15 janvier 1945 à partir du 1er BCP,.

## Groupe Mobile Alsace Vosges (GMA Vosges)
En mars 1944, Marcel Kibler, Jean Eschbach, alias « Rivière », et René Meyer mettent en place une unité combattante dans les Vosges (GMA Vosges). Avec l'accord du colonel Gilbert Hirsch-Ollendorf, alias « Grandval et Planète », commandant la région Est (Région C) et le commandant des Forces françaises de l'intérieur (FFI) des Vosges, ils peuvent recruter des hommes dans la vallée du Rabodeau (Senones, Moussey) et la vallée de Celles. Des liaisons sont mises en place avec les groupes de résistants locaux et terrains de parachutages sont définis. En particulier, les résistants de la vallée du Rabodeau, particulièrement bien organisés, permettront la sortie de près de 17000 personnes de la France occupée par la route de la Bruche au Rabodeau.
Le 15 mai 1944, Marcel Kibler et son chef d'état-major Jean Eschbach installent le poste de commandement de la Septième colonne d'Alsace (réseau Martial) dans la ferme Vuilmin au lieu-dit la Basse-Jolie à Neuveville-lès-Raon.

### Mission du GMA Vosges
Une fois solidement armé par des parachutages, le GMA Vosges doit tenir les cols de la région, entre autres ceux du Donon, du Prayé et du Hantz pour faciliter l'avance alliée et interdire le passage aux renforts allemands. Dans un deuxième temps, il doit libérer le camp de sûreté de Vorbruck-Schirmeck et le camp de concentration du Struthof avant l'évacuation des prisonniers. Marcel Kibler et Jean Eschbach prennent contact avec l'abbé Stutzmann de Domèvre-sur-Vezouze pour que les maquis de Meurthe-et-Moselle protègent les arrières du GMA Vosges, entre autres, au col de la Chapelotte. Ces objectifs reposent sur le parachutage d'armes et de munitions.

### Montée en puissance
En mai 1944, la 1re centurie est formée dans le secteur du col de la Chapelotte sous le commandement du sous-lieutenant René Ricatte alias « Jean-Serge ». Elle voit ses effectifs augmenter rapidement. Elle est rejointe par des alsaciens déserteurs de la Wehrmacht, des prisonniers de guerre (PG) évadés, des réfractaires au STO ou à l'incorporation de force dans l'armée allemande. Dès début juin, elle fait face à une opération allemande de grande envergure avec ratissage du col, mais ayant peur des embuscades les hommes avancent en ligne en tirant et en lançant des grenades sur tout ce qui leur parait suspect. Les résistants les entendent de loin et ont le temps de se cacher dans un abri, à la Roche Creuse, datant de la Première Guerre mondiale. La centurie se replie sur la cote 722 près de la frontière alsacienne. Mi-juillet, elle est relevée par la 2e centurie en cours de formation, commandée par le sous-lieutenant Lefranc, et s'installe près de la Tête du Coquin.
Le 17 juin 1944, Marcel Kibler et Jean Eschbach franchisent la frontière alsacienne sous la protection du corps franc de la haute vallée de la Bruche. Ils se rendent au chalet de la famille Grosskost à Grendelbuch pour une réunion avec les responsables de la résistance en Alsace pour organiser la Résistance de la région.
Mi-juillet, les deux centuries comptent 180 hommes et sont placées sous le commandement du capitaine René Meyer.
Le 23 juillet, le colonel Henri Bourgeois, alias « Maximum », arrive au PC de Neuville-lès-Raon. Il est le représentant du général Koenig, chef des Forces françaises de l'intérieur (FFI) et délégué militaire régional (DMR). Sa mission est d'organiser les maquis des Vosges.
Le 26 juillet, à l'issue d'une deuxième rencontre à Grendelbuch, les nominations de Marcel Kibler comme chef des FFI d'Alsace et le lieutenant-colonel d'Ornant comme chef des FFI d'Alsace-Lorraine sont confirmées. L'état-major de la Septième colonne d'Alsace (réseau Martial), en plus de la constitution du GMA Vosges, doit aussi coordonner l'action des trois GMA mais aussi de l'ensemble de la Résistance alsacienne,.

### Parachutages, arrivée des SAS et premier combat
Les deux centuries se positionnent sur un plateau, près de Moussey pour recevoir un parachutage dans la nuit du 12 au 13 août. La 1re centurie est équipée en totalité et la 2e en partie. Dans le cadre de l'Opération Loyton, un détachement précurseur du 2e Special Air Service (SAS) anglais est parachuté avec la mission Française qui lui est affectée.
Le 17 août, les Allemands affrontent la 2e centurie au lieu-dit « Jardin David » et la dispersent. Les combats font 15 morts dans les rangs du GMA et 4 dans ceux des SAS. Le lendemain, 52 hommes de la 6e centurie sont raflés dans les villages et déportés, d'abord au camp de sûreté de Vorbruck-Schirmeck avant d'être envoyés à la mort au camp de concentration de Natzweiler-Struthof ou dans des camps annexes. En particulier, les gendarmes de Moussey Rappenecker, Morelle, et Teyber sont abattus au Struthof tandis que Demaline et Koch sont envoyés aux camps de Gaggenau, Dachau, Auschwitz, puis Buchenwald . 
Sous la protection des deux centuries, dans la nuit du 30 au 31 août, le 2e SAS organise un nouveau parachutage à l'Est du village de Bertrichamps. Lieutenant-colonel Brian Franks, son état-major et une soixantaine d'hommes du 2e SAS sont largués ainsi que le commandant Henri Derringer comme officier de liaison. Les Britanniques s'installent près de la ferme de la Baraque à deux kilomètres de la zone de parachutage. L'aspirant Vuillard et sa vingtaine leur sont affectés.

### Combats de la ferme de Viombois

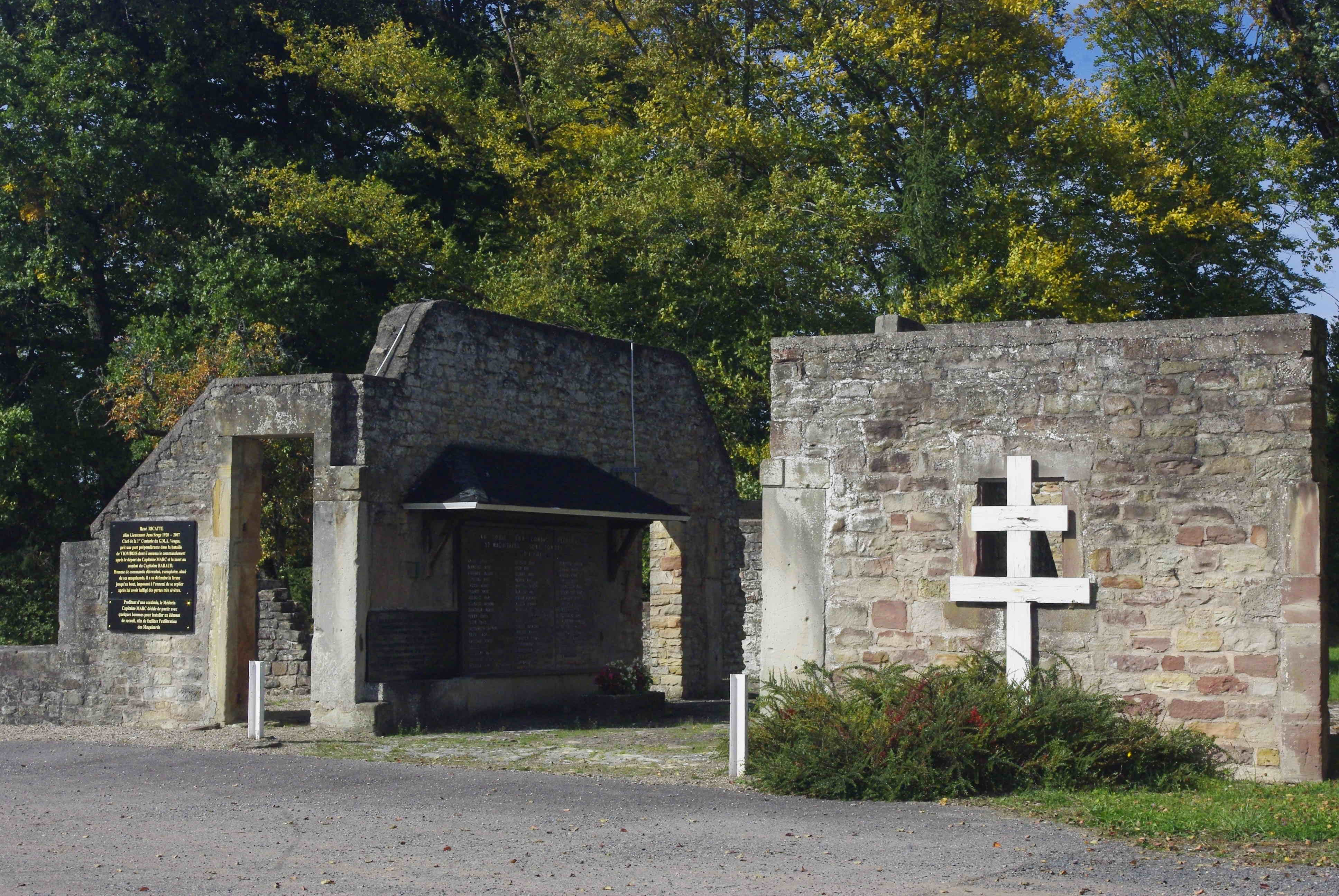
Ruines de la ferme de Viombois et croix de Lorraine commémorative

Le 2 septembre, une réunion a lieu entre les chefs des SAS et ceux du GMA. Il en ressort que l'armée allemande est en déroute et que le moment est venu d'entrer en action. Mais sur les six centuries qui composent le GMA, une seule est totalement équipée et la 2e en partie. Quatre centuries, qui attendent le signal de la mobilisation dans les villages, sont sans équipements.
Le  Lieutenant-colonel Brian Franks obtient un parachutage d'armes et de matériels pour équiper en totalité le GMA. Le colonel Maximum, délégué militaire français, donne l'ordre de rassembler le GMA à proximité du terrain près de la ferme de Viombois pour le 3 septembre. À la tombée de la nuit, les 1re et 2e centuries prennent position aux abords de la zone de largage. Les autres centuries non armées se cachent dans les bois aux alentours. Vers minuit, le lieutenant-colonel Franks annonce que le parachutage est reporté de 24 h.
Dans la matinée du 4 septembre 1944, des troupes allemandes fraiches envahissent le versant vosgien et occupent les vallées jusqu'à Baccarat et le col de la Chapelotte. C'est le début de l'opération Waldfest qui, profitant de la stabilisation du front, doit supprimer toute activité de la Résistance et tout soutien par la population. L'après-midi, les positions du 2e SAS et celles du GMA à la ferme de Viombois sont attaquées. Les violents combats durent jusqu'à la nuit tombée et les Allemands se replient vers Baccarat et Badonviller. Profitant de la nuit, les centuries désarmées se dispersent et les hommes rejoignent leurs villages. Les 1re et 2e centuries se retirent à l'Est de la vallée de la Rabodeau et le 2e SAS entre Moussey et Belval.

### Fin du GMA Vosges
Les jours suivants, les opérations de harcèlement sont quotidiennes de part et d'autre, mais les Allemands se retranchent dans les vallées et évitent de s'aventurer en montagne. Sur ordre de Marcel Kibler, les éléments du GMA qui le peuvent, traversent les lignes et s'engagent individuellement dans la 1re armée française. Lui-même décide de rester sur place pour maintenir le contact avec la résistance alsacienne. Il ne garde avec lui que la « vingtaine » de l'aspirant Vuilards qui s'installe dans les grottes de la Haye l'Abbé au nord de Moussey d'où ils mènent des actions de guérilla qui feront croire aux Allemands qu'ils affrontent deux bataillons,. Le 30 octobre, ils rejoignent la 2e DB à Baccarat. Le général de Lattre de Tasigny commandant la 1re armée française gardera le groupe de l'aspirant Vuilard sous ses ordres directs et l'utilisera comme un corps franc.
Les hommes des centuries non armées, réfugiés dans leurs villages, et leurs familles subissent les représailles impitoyables des troupes du troisième Reich, qui, dans le cadre de l'opération Waldfest, utilisent les méthodes appliquées habituellement sur le front de l'Est (exécutions sommaires, déportations, destructions des bâtiments, politique de la terre brûlée…). L’ampleur de cette répression est telle que la vallée du Rabodeau, est surnommée la « Vallée des larmes ». Sur les 1031 personnes arrêtées lors de ces trois rafles, 662 sont fusillés ou meurent dans les camps.

## Reconnaissance

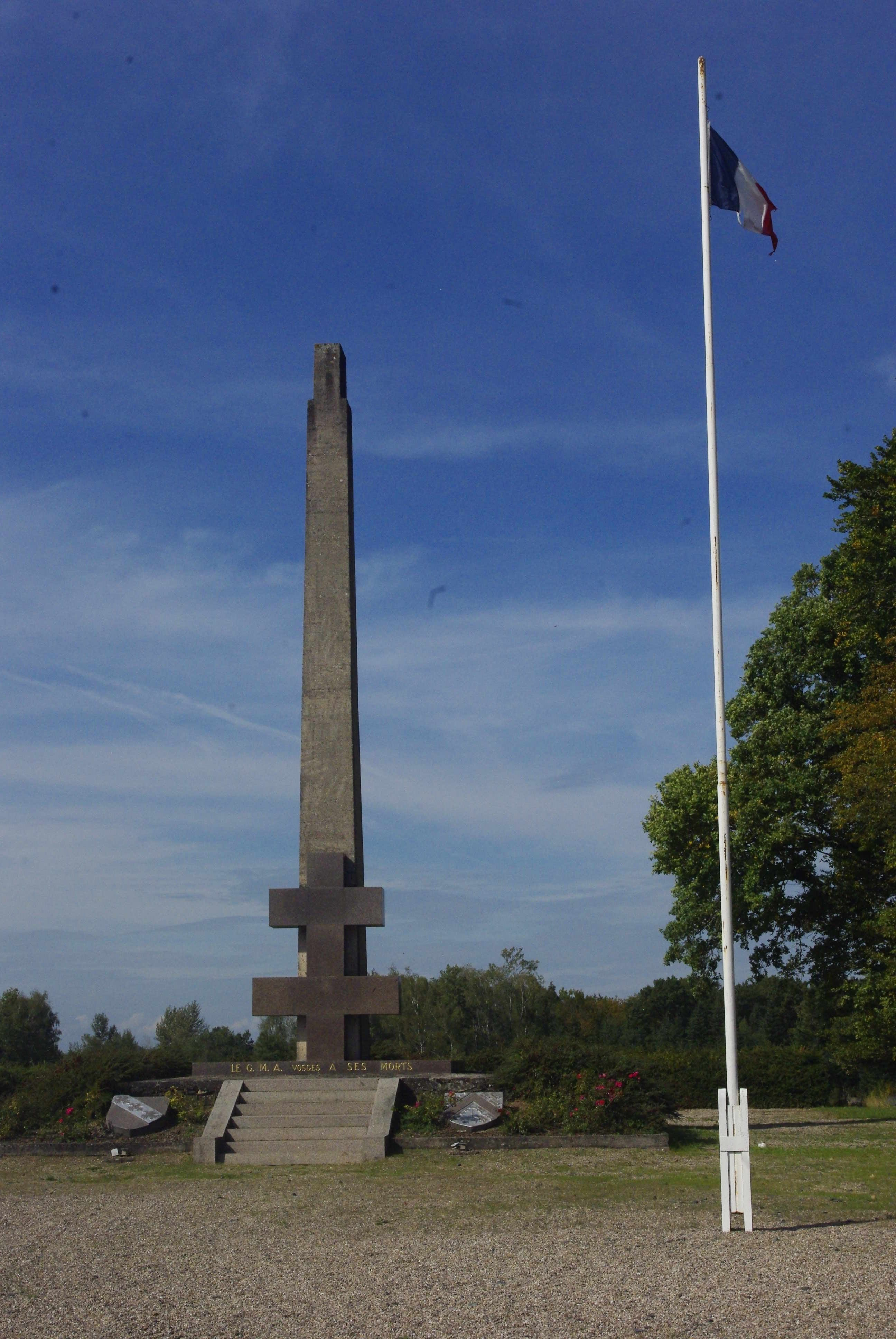
Obélisque et croix de Lorraine érigé en hommage aux morts du groupe mobile Alsace-Vosges (GMA-V) à proximité de la ferme de Viombois

- Obélisque et croix de Lorraine érigé en hommage aux morts du groupe mobile Alsace-Vosges (GMA-V) à proximité de la ferme de ViomboisUn monument est érigé en hommage au GMA Vosges près de la ferme de Viombois.
- Une rue porte le nom de Groupe Mobile d'Alsace à Mulhouse et une autre s'appelle rue du GMA à Seppois-le-Bas[20].